# Jacques Songo'o
Jacques Celestine Songo'o (Sackbayémé, 17 marzo 1964) è un ex calciatore camerunese, di ruolo portiere.
È ritenuto uno dei migliori portieri camerunesi di sempre.

## Biografia
È padre di Franck e Yann, anch'essi ex calciatori.

## Carriera

### Club
Durante la sua carriera calcistica ha giocato per il Toulon, per il Le Mans, per il Metz e per il Deportivo. Con quest'ultima squadra vinse il Trofeo Zamora, che premia il miglior portiere del campionato spagnolo, nel 1996-97. In 37 partite disputate, subì 28 gol.

### Nazionale
In nazionale, al Mondiale 1990 fu il terzo portiere, dietro a Joseph-Antoine Bell e Thomas N'Kono. Giocò a USA '94, ma solo nella terza partita, persa 6-1 contro la Russia. Giocò da titolare il Mondiale 1998, mentre nel 2002 fu di nuovo riserva.

## Dopo il ritiro
Alla vigilia del Mondiale 2010 è stato nominato allenatore dei portieri della nazionale camerunese.

## Palmarès

### Club
- Coppa di Lega francese: 1

Metz: 1995-1996
- Campionato spagnolo: 1

Deportivo de La Coruña: 1999-2000
- Supercoppa di Spagna: 1

Deportivo La Coruña: 2000

### Nazionale
- Coppa d'Africa: 3

Costa d'Avorio 1984, Marocco 1988, Mali 2002

### Individuale
- Trofeo Zamora: 1

1996-1997